# Coussin péteur
Pour les articles homonymes, voir Coussin (homonymie).

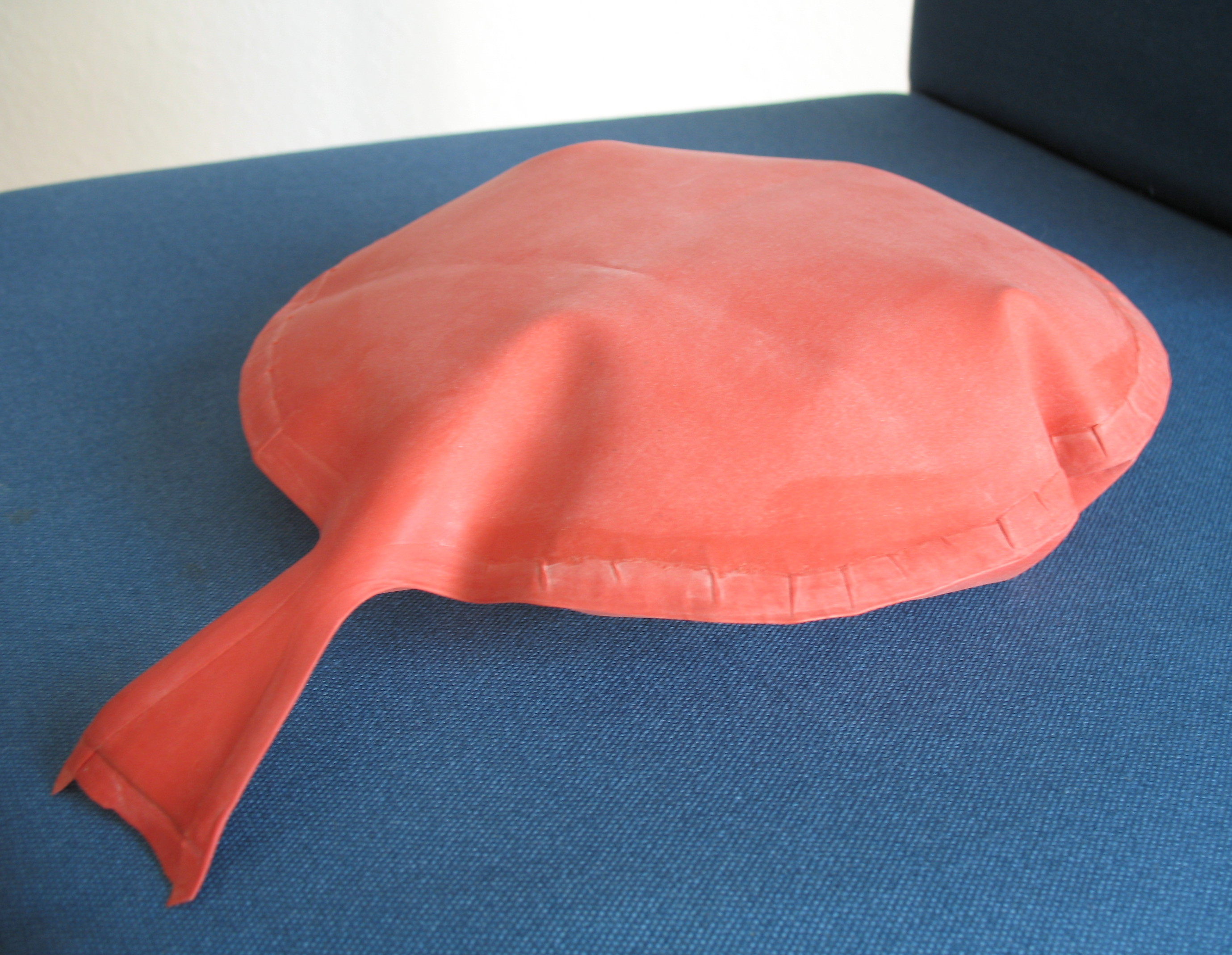
Coussin péteur en caoutchouc

Le coussin péteur est un accessoire de farces et attrapes prenant la forme d'un ballon de caoutchouc fermé par une valve qui s'ouvre lorsque quelqu'un s'assoit dessus, produisant un son semblable à un pet. Il est utilisé pour faire des blagues consistant à le dissimuler sur le siège des victimes, afin qu'elles le déclenchent à leur insu en s'asseyant.
On trouve le coussin péteur dans les boutiques spécialisées ou en cadeau dans certains magazines tels que Super Hercule ou Picsou Magazine.

## Origine
Héliogabale, empereur romain au IIIe siècle, est connu pour avoir piégé ses invités avec des coussins péteurs, tout comme Ziyadat Allah III, emir aghlabide de l'Ifriqiya au Xe siècle. Mais la version moderne de l'accessoire a été inventée vers 1930 à la JEM Rubber Company de Toronto par deux employés qui expérimentaient des ballons en caoutchouc. Le propriétaire de la compagnie contacta Samuel Adams, inventeur de nombreuses farces et attrapes, qui répondit que l'article était « trop vulgaire » et ne se vendrait jamais. Mais d'autres industriels furent contactés et le coussin péteur s'avéra bientôt être un succès, si bien qu'Adams revint sur son avis et fabriqua son propre modèle de coussin péteur.

## Aujourd'hui

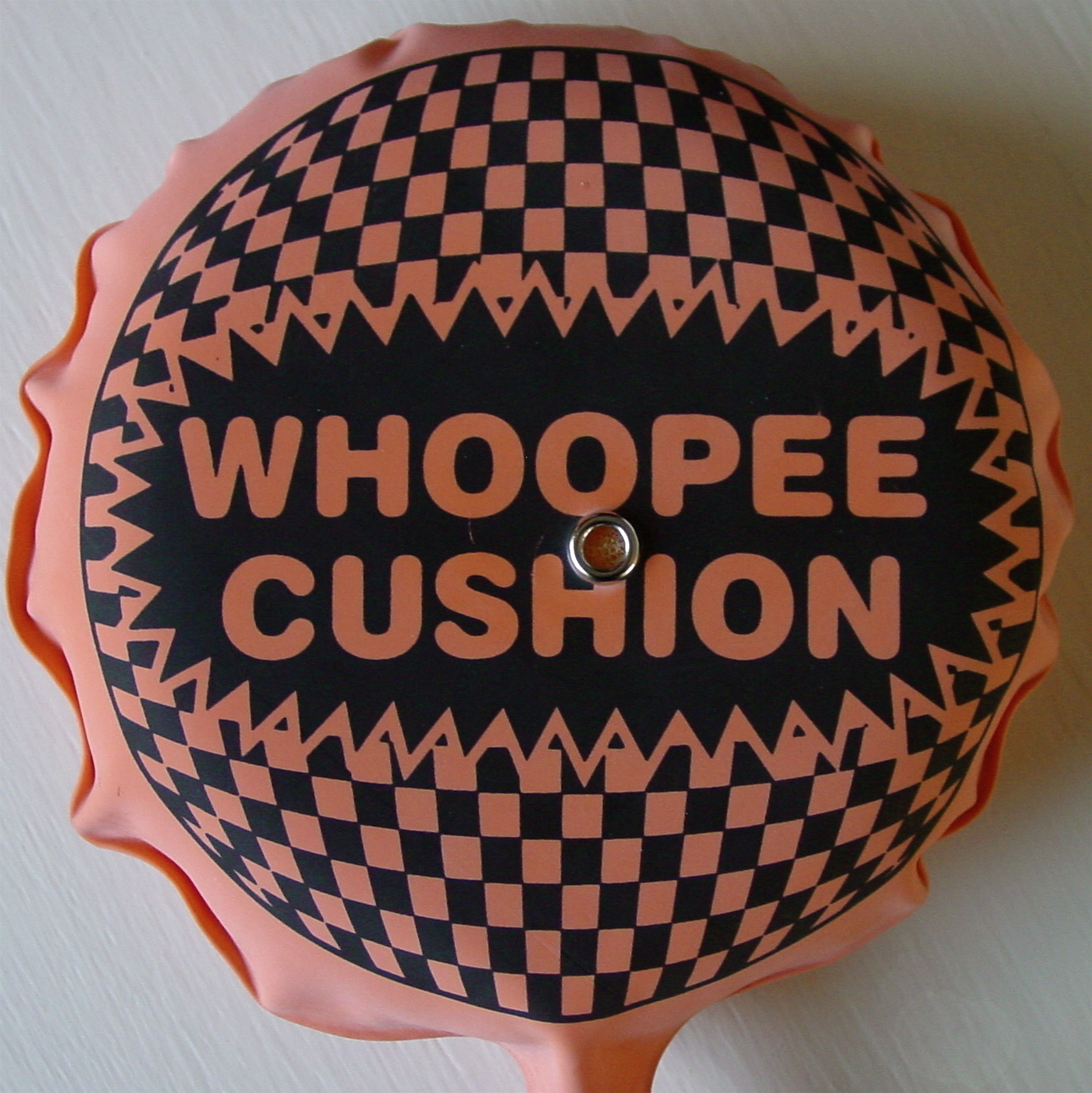
Exemple de version qui se regonfle automatiquement.

Il existe aussi des coussins péteurs regonflables ; c'est en fait un coussin péteur classique, avec à l'intérieur une sorte d'éponge qui, après que l'on s'est assis sur le coussin, se regonfle automatiquement grâce à un petit trou fait au-dessus du coussin.